# Щитно (Варшавський-Західний повіт)
Щитно (пол. Szczytno) — село в Польщі, у гміні Кампінос Варшавського-Західного повіту Мазовецького воєводства.
Населення — 218 осіб (2011).
У 1975-1998 роках село належало до Варшавського воєводства.

## Демографія
Демографічна структура станом на 31 березня 2011 року:
|          | Загалом | Допрацездатний вік | Працездатний вік | Постпрацездатний вік |
| -------- | ------- | ------------------ | ---------------- | -------------------- |
| Чоловіки | 106     | 29                 | 62               | 15                   |
| Жінки    | 112     | 28                 | 60               | 24                   |
| Разом    | 218     | 57                 | 122              | 39                   |